# Rames Guyane
 (janvier 2015).
Si vous disposez d'ouvrages ou d'articles de référence ou si vous connaissez des sites web de qualité traitant du thème abordé ici, merci de compléter l'article en donnant les références utiles à sa vérifiabilité et en les liant à la section « Notes et références ».

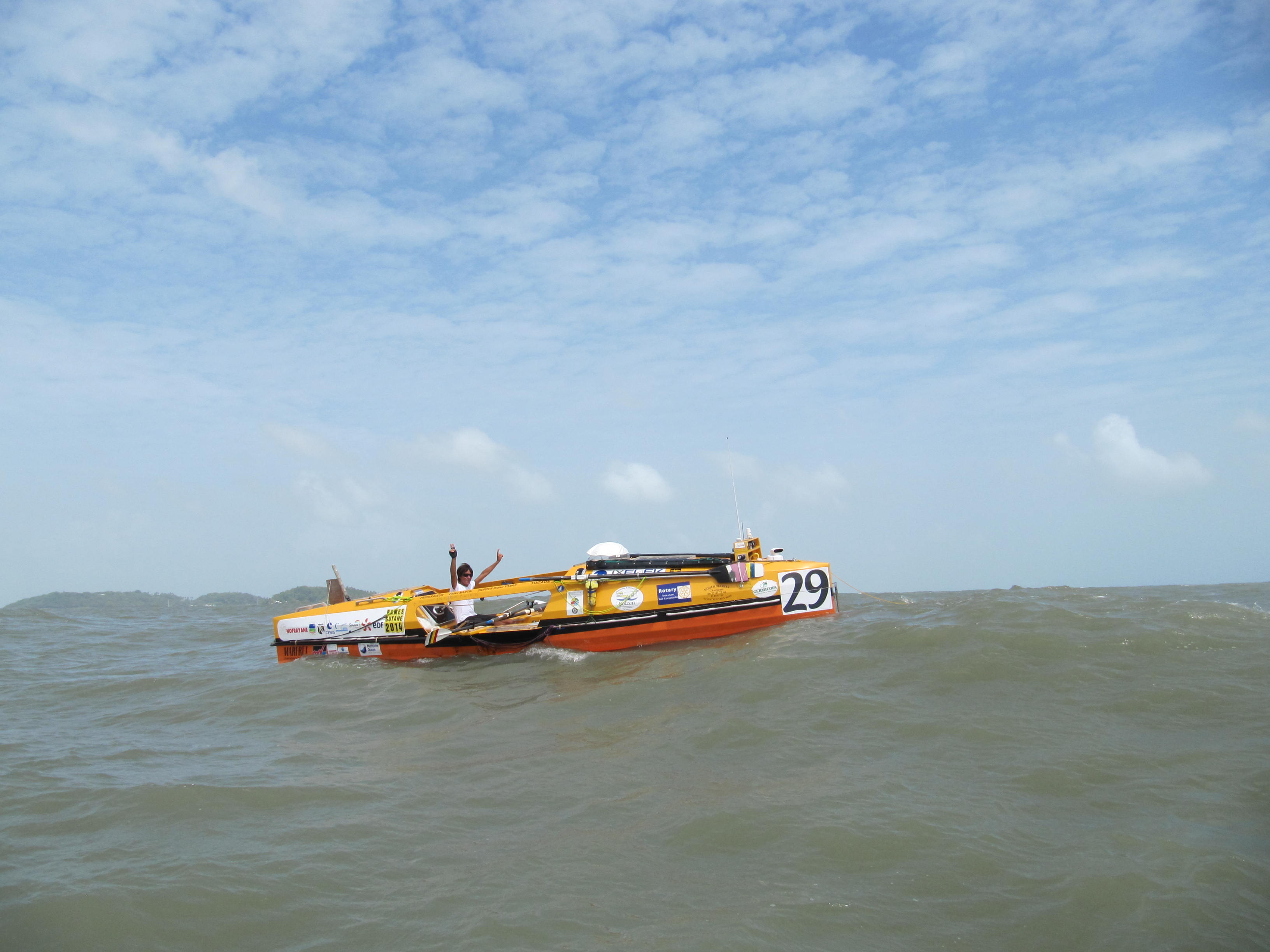
Bateau monotype pour la course Rames Guyane : ici le no 29, Tocade, rameur Didier Torre, à l'arrivée en Guyane lors de l'édition 2014.

Rames Guyane est une course transatlantique à l'aviron, en solitaire entre le Sénégal et la Guyane française. Les rameurs doivent traverser l'océan Atlantique sans assistance et sans escale dans des yoles monotypes de huit mètres de long. Il n'y a pas de classements distincts selon le sexe. À l'aviron, c'est la plus longue course au monde et la seule course trans-océanique en solitaire.
Cette course a été inspirée par la traversée de l'Atlantique en solitaire et à la rame de Gérard d'Aboville en 1980. D'après Michel Horeau (l'un des organisateurs de la course) il aurait déclaré, quelques jours après son arrivée, que son record était dû aux conditions météorologiques et qu'il faudrait faire partir plusieurs rameurs du même endroit, le même jour, pour avoir un champion. L'idée se réactualise en 2004 notamment parce que Léon Bertrand veut créer une sorte de « Route du Rhum » qui mettrait en avant la Guyane, le problème étant que cette région ne peut pas accueillir de navires à fort tirant d'eau en raison des limons du bassin amazonien. La disposition des alizés incite à prévoir un départ du Sénégal.
La première édition a eu lieu en 2006, la deuxième en 2009, la troisième en 2012 (sous le nom de « Bouvet Guyane ») et la quatrième en 2014. Le départ de l'édition 2017 sera donné[Quoi ?] le 25 novembre à Saint-Louis (Sénégal).
Rames Guyane est né de la rencontre de trois hommes : Michel Horeau, un organisateur d'événements sportifs en mer, Antoine Croyère, ancien navigateur de compétition (il fut le coéquipier d'Éric Tabarly sur la première Whitbread) et ancien entrepreneur en Guyane, et Léon Bertrand, ministre du Tourisme et maire de Saint-Laurent-du-Maroni, deuxième ville de Guyane.

## Détail du parcours
La distance est de 2 600 milles. Le départ est donné en 2014 de l'anse Bertrand à Dakar. La ligne d'arrivée est une ligne imaginaire entre le phare de l'île Royale et la tour Dreyfus à Kourou. Plusieurs semaines avant le départ, les concurrents ont participé à une présentation des bateaux, appelé « prologue » au Havre en France.

## Édition 2006
La course, disputée par quinze concurrents[source insuffisante],, est gagnée par Romain Vergé en quarante jours, trois heures et quarante-cinq minutes, sur la yole Parrainez un enfant.

## Édition 2009
Appelée « Bouvet Rames Guyane 2009 », la seconde édition oppose vingt-deux concurrents dont cinq avaient déjà pris part à la première. Elle est remportée par le Guyanais Patrick Hoyau en environ quarante-deux jours sur le bateau SDVI.
Au cours de la traversée de Saint-Louis (Sénégal), à Cayenne (Guyane), le navigateur guyanais Patrick Deixonne constate la présence de nombreux déchets flottants, ce qui l'interroge et l'incite à lancer une expédition 7e continent pour mieux connaître les courants marins[réf. souhaitée].

## Édition 2012
Appelée « Bouvet Guyane 2012 », cette édition est remportée par le Guyanais Pascal Vaudé en trente-sept jours et dix minutes (record de l'épreuve). Elle rassemble vingt-trois rameurs dont plusieurs abandonnent durant les premiers jours de course.
Classement :
- 1. Pascal Vaudé, arrivé le 6 mars 2012 à 10 h 10 min 26 s TU en 37 j 10 min 26 s
- 2. Julien Besson, arrivé le 8 mars 2012 à 9 h 20 min 15 s TU en 38 j 23 h 20 min 15 s
- 3. ex aequo, Henri-Georges Hidair, arrivé le 8 mars 2012 à 10 h 53 min 46 s TU en 39 j 9 h 21 min 30 s (à la suite d'une décision du jury)
- 3. ex aequo, Jean-Emmanuel Alein, arrivé le 8 mars 2012 à 19 h 21 min 30 s TU en 39 j 9 h 21 min 30 s
- 5. Pierre Verdu, arrivé le arrivé le 9 mars 2012 à 4 h 14 min TU en 39 j 18 h 14 min
- 6. Christophe Dupuy, arrivé le 9 mars 2012 à 10 h 29 min 10 s TU en 40 j 29 min 10 s
- 7. Rémi Dupont, arrivé le 9 mars 2012 à 18 h 58 min TU en 40 j 8 h 58 min
- 8. Éric Lainé, arrivé le 10 mars 2012 à 12 h 30 min 5 s TU en 41 j 2 h 30 min
- 9. Benoît Souliès, arrivé le 10 mars 2012 à 17 h 33 min 12 s TU en 41 j 7 h 33 min 12 s
- 10. Christophe Letendre, arrivé le 11 mars 2012 à 13 h 52 min 10 s TU en 42 j 3 h 52 min 10 s
- 11. Pierre Mastalski, arrivé le 12 mars 2012 à 6 h 36 min 26 s TU en 43 j 2 h 36 min 26 s  (+ 6 heures de pénalité)
- 12. Alain Pinguet, arrivé le 16 mars 2012 à 3 h 38 min TU en 46 j 17 h 38 min
- 13. Marc Chailan, arrivé le 17 mars 2012 à 23 h 24 min 36 s TU en 48 j 13 h 24 min 36 s
- 14. Saïd Ben Amar, arrivé le 20 mars 2012 à 17 h 35 min TU en 51 j 7 h 35 min

## Édition 2014
Rames Guyane 2014 oppose dix-huit concurrents. Le départ de cette édition est donné le 18 octobre 2014. Neuf rameurs franchissent la ligne d'arrivée dans les délais. Elle est remportée par l'Espagnol Antonio De La Rosa en environ soixante-quatre jours sur Bimbache/Vicking 50.
Classement :
| Rang | Skipper                | Bateau              | Temps            |
| ---- | ---------------------- | ------------------- | ---------------- |
| 1    | Antonio De La Rosa     | Bimbache/Vicking 50 | 64 j 4 h 30 min  |
| 2    | Laurent Etheimer       | Twinea              | 64 j 22 h 30     |
| 3    | Jean-Pierre Lassalarie | COGIT               | 65 j 6 h 58      |
| 4    | Richard Perret         | Kutsch              | 65 j 7 h 8 min   |
| 5    | Salomée Castillo       | Le Brigandin        | 65 j 8 h 30 min  |
| 6    | Catherine Barroy       | Ville de Saint-Malo | 69 j 21 h 40 min |
| 7    | Philippe Malapert      | Paulimber           | 72 j 11 h 55 min |
| 8    | Didier Torre           | Tocade              | 75 j 5 h 10 min  |
| 9    | Rémy Landier           | La Vie devant soi   | 74 j 6 h 35 min  |

## Édition 2018
Cette édition aurait dû partir le 2 décembre 2018 de Gorée au Sénégal. Cependant, elle a été annulée dans des circonstances peu claires. Des médias évoquent la disparition de l'organisateur et la volonté de certains participants de faire la traversée malgré tout,.

## Monotype utilisé

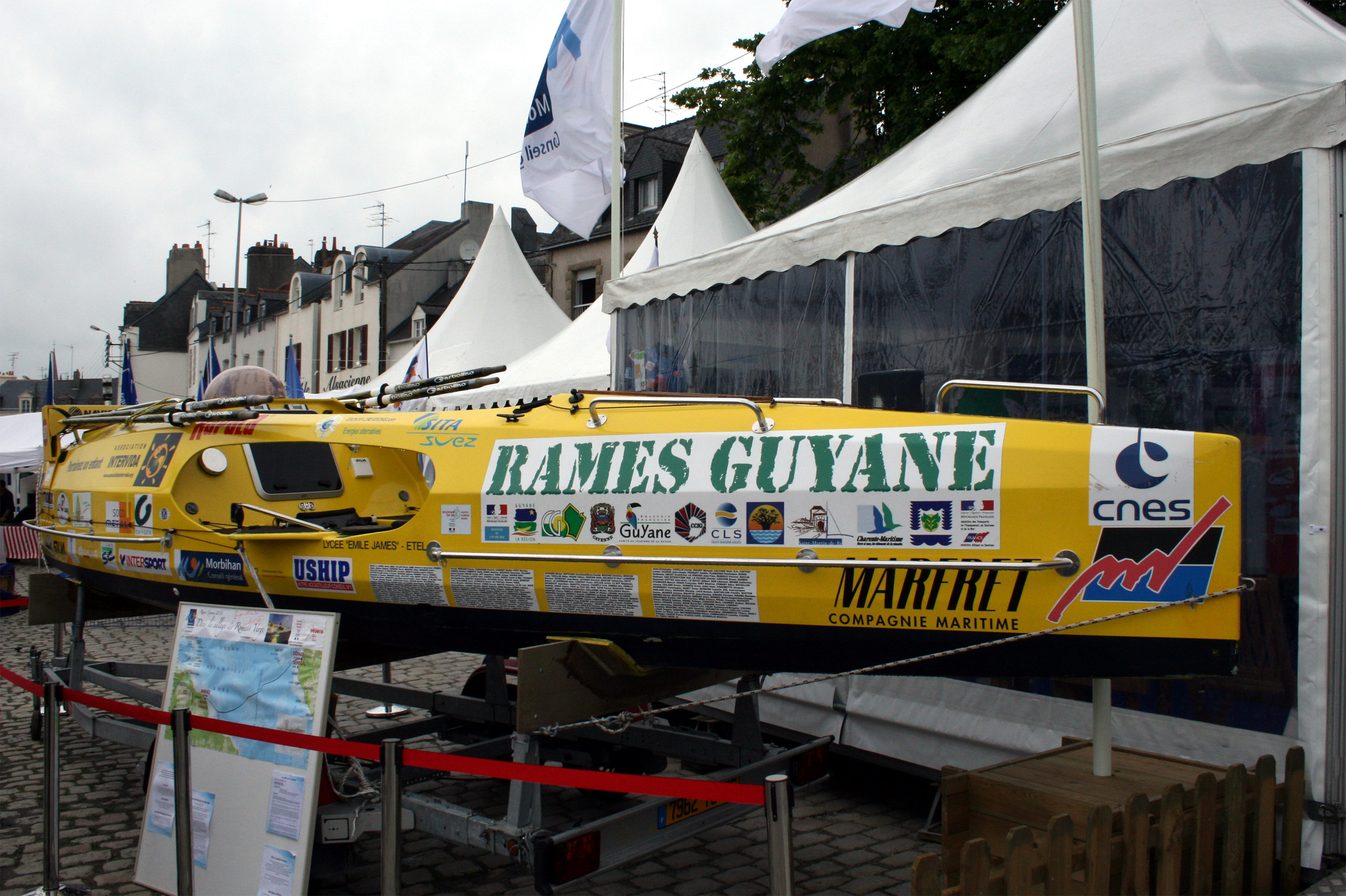
Bateau de Romain Vergé, vainqueur de l'édition 2006.

Le monotype utilisé est une yole habitable de 8 m de long, 1,60 m de large et d'une masse à vide de 475 kg (et de près d'une tonne chargée). Elle a été conçue par l'architecte Jean-Michel Viant.